# Rezervația naturală Sărata-Răzeși
Sărata-Răzeși este o rezervație naturală silvică în raionul Hîncești, Republica Moldova. Este amplasată în ocolul silvic Cărpineni, Sărata-Răzeși, parcela 15. Are o suprafață de 27 ha. Obiectul este administrat de Gospodăria Silvică de Stat Hîncești.